# 獨臂刀王
《獨臂刀王》，為1969年香港邵氏公司出品，張徹執導之電影。本片參考金庸武俠小說《神鵰俠侶》中男主角楊過斷臂的劇情。该电影主要讲述独臂刀方刚协助众武林人士，在重大的牺牲下，终于除掉了武林恶党“八大刀王”，并被众人推举为“独臂刀王”。

## 劇情簡介
独臂刀王方刚（王羽 饰）厌倦了江湖厮杀，恩怨相报，转而与妻子小蛮（焦姣 饰）隐居山野，躬耕劳作。

## 人物角色
| 角色名稱     | 演員         | 備註           |
| ------------ | ------------ | -------------- |
| 方剛         | 王羽         |                |
| 小蠻         | 焦姣         |                |
| 無相王凌虛   | 田豐         | 霸王寨大寨主   |
| 大力王焦風   | 谷峰         | 霸王寨二寨主   |
| 毒龍王段朔   | 康華         | 霸王寨三寨主   |
| 轉輪王宋文   | 唐佳         | 霸王寨四寨主   |
| 天遁王鄧飛   | 袁祥仁       | 霸王寨五寨主   |
| 地藏王石虎   | 劉家榮       | 霸王寨六寨主   |
| 通臂王元謙   | 劉家良       | 霸王寨七寨主   |
| 千手王花娘子 | 林嘉         | 霸王寨八寨主   |
| 盧龍         | 賀賓         | 朝陽刀掌門人   |
| 盧通         | 鄭雷         | 盧龍之子       |
| 盧達         | 雷彬（宗華） | 盧龍之子       |
| 關橫         | 方野         | 霸王寨黑白刀使 |
| 關順         | 午馬         | 霸王寨黑白刀使 |
| 陸洪         | 譚榮（狄龍） | 五虎刀門弟子   |
| 陸春         | 王光裕       | 五虎刀門弟子   |
| 單雄         | 陳星         | 斷魂刀門弟子   |
| 穆清         | 金童         | 太極刀門弟子   |
| 穆俊         | 游龍         | 太極刀門弟子   |
| 燕雲         | 劉剛         | 八卦刀門弟子   |
| 雷冲         | 邱山         | 八卦刀門弟子   |
| 徐龍         | 李皓         | 萬神刀門弟子   |
| 丁勝         | 方宇         | 萬神刀門弟子   |
|              | 袁和平       |                |
|              | 唐天希       |                |
|              | 金軍         |                |
|              | 王清河       |                |
|              | 郝履仁       |                |
|              | 爾群         |                |
|              | 范丹         |                |
|              | 藍偉烈       |                |
|              | 張照         | 店小二         |
|              | 姜大衛       |                |
|              | 王钟         |                |
|              | 任世官       |                |
|              | 徐蝦         |                |
|              | 鹿村泰祥     |                |
|              | 伍元勳       |                |

## 其他製作人員
- 助導：午馬、楊靜塵
- 武術指導：唐佳、劉家良
- 燈光：關應全
- 道具：劉安
- 化妝：方圓
- 服裝：李琪
- 錄音：王永華
- 佈景：陳其銳
- 片頭設計：金佩玲

## 備註
1. 1 2  香港電影票房 1969 〔華語電影〕，〈香港電影票房全紀錄〉

## 外部連結
- YouTube上的《獨臂刀王》
- 開眼電影網上《獨臂刀王》的資料（繁體中文）
- 香港影庫上《獨臂刀王》的資料（繁體中文）
- 豆瓣电影上《獨臂刀王》的資料 （简体中文）
- 时光网上《獨臂刀王》的資料（简体中文）
- AllMovie上《獨臂刀王》的资料（英文）
- 爛番茄上《獨臂刀王》的資料（英文）
- 互联网电影数据库（IMDb）上《獨臂刀王》的资料（英文）